# Musée de l'Ancien Évêché
Le musée de l’Ancien Évêché est un musée départemental situé au cœur du centre historique de Grenoble. Il est consacré à l'histoire et au patrimoine de l'Isère.
Installé dans l'ancien palais épiscopal, dont il tire son nom, il a été inauguré le 18 septembre 1998 au terme d'une série de travaux de restauration et d'aménagements réalisés dans le cadre d'un vaste chantier patrimonial autour de la place Notre-Dame. Commencé au début des années 1990, ce chantier a permis le dégagement et la valorisation du baptistère de Grenoble, la recomposition architecturale des édifices du groupe épiscopal (la cathédrale Notre-Dame, l’église Saint-Hugues et l’ancien palais des évêques) ainsi que l'aménagement du jardin du musée dont la réalisation en 2014 marque symboliquement l'aboutissement de ce programme.
Par ailleurs, ses salles d'expositions temporaires lui permettent d'accueillir chaque année diverses expositions, faisant du lieu un pôle important de la vie culturelle grenobloise. L'une d'entre elles liée au photographe Robert Doisneau, a permis au musée de frôler la barre des 100 000 visiteurs en 2013.

## Présentation
Le bâtiment pour sa partie la plus ancienne date du XIIe siècle, mais les façades visibles depuis la cour d'honneur et la place datent du XVIIe siècle. En 1989, les travaux de construction de la deuxième ligne de tramway ont permis de retrouver dans le sous-sol des vestiges archéologiques d'époques nettement antérieures : les restes du premier rempart de la ville datant de la fin du IIIe siècle ainsi que d'un baptistère utilisé entre le IVe et le Xe siècle.
Dans les étages du palais, qui accueillit successivement 48 évêques jusqu'en 1906 puis connut diverses affectations avant restauration, le musée abrite différents objets d'intérêt historique, dont le casque de Vézeronce et le croissant de Jade, et retrace la vie en Isère depuis les premiers chasseurs durant la préhistoire jusqu'à l'industrialisation des vallées alpines au cours du XXe siècle.
Un escalier d'honneur construit en 1673 à la demande d'Étienne Le Camus, avec un décor peint de faux pilastres en trompe-l'œil et une belle rampe de fer forgé, dessert les deux principaux étages. La chapelle privée des évêques, de style Restauration, sert aux expositions temporaires. On peut également y voir au rez-de-chaussée le reliquaire de la Sainte Épine de Grenoble.
Le musée de l'Ancien Évêché présente sur cinq niveaux des objets et tableaux ayant trait à l'histoire de Grenoble et de l'Isère, de la préhistoire jusqu'à nos jours. Il est donc à la fois un musée d'histoire de par son exposition permanente, un musée de site de par le palais qui l'abrite et les vestiges archéologiques qu'il présente, et un lieu d'expositions temporaires, consacrées principalement aux artistes liés au territoire de l'Isère. Il est bordé par le jardin de l'Évêché dont une des entrées donne sur la cour du musée.

## Historique du bâtiment

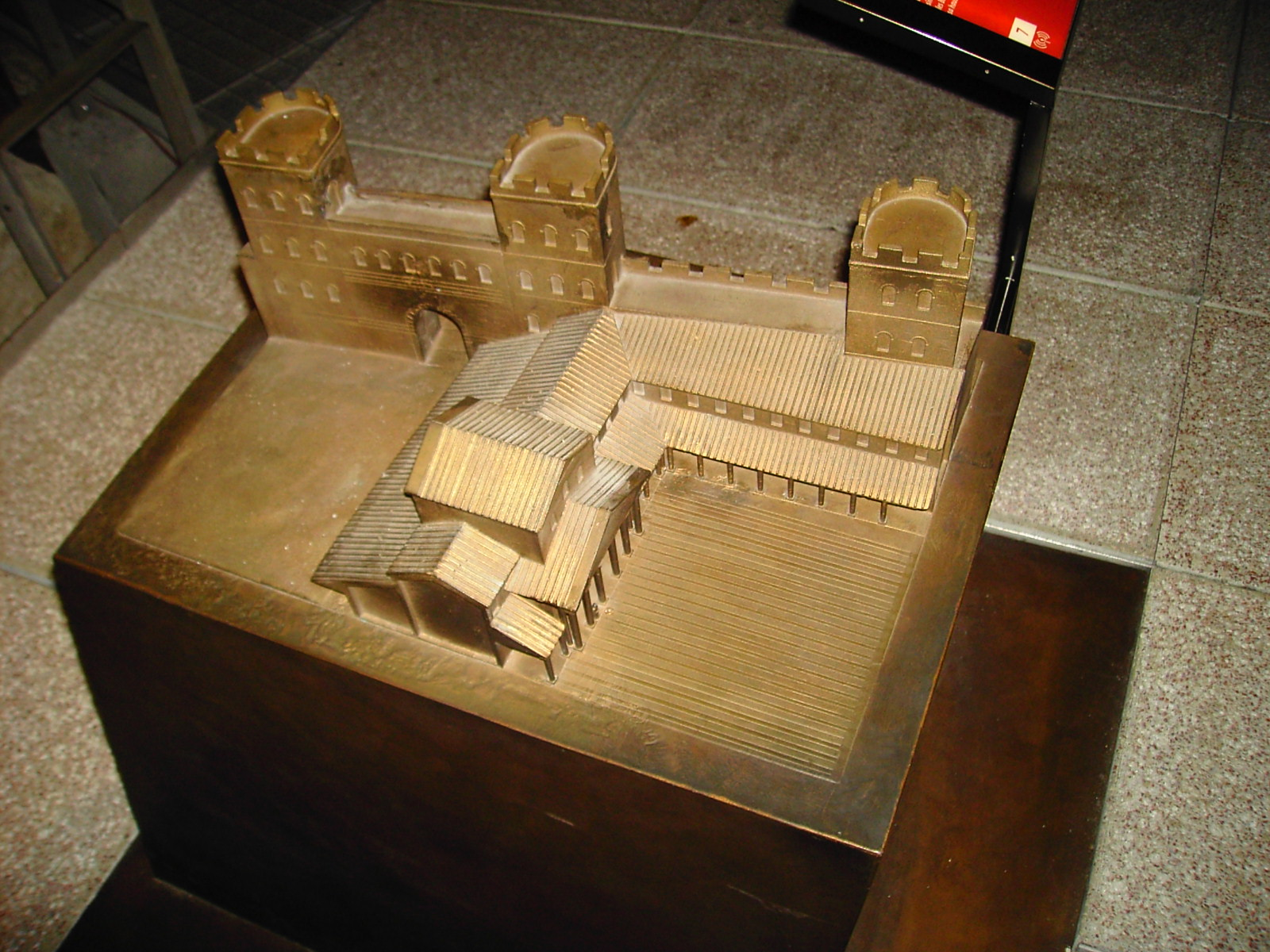
Maquette du baptistère et de son portique, à l'est de la porte Herculea.

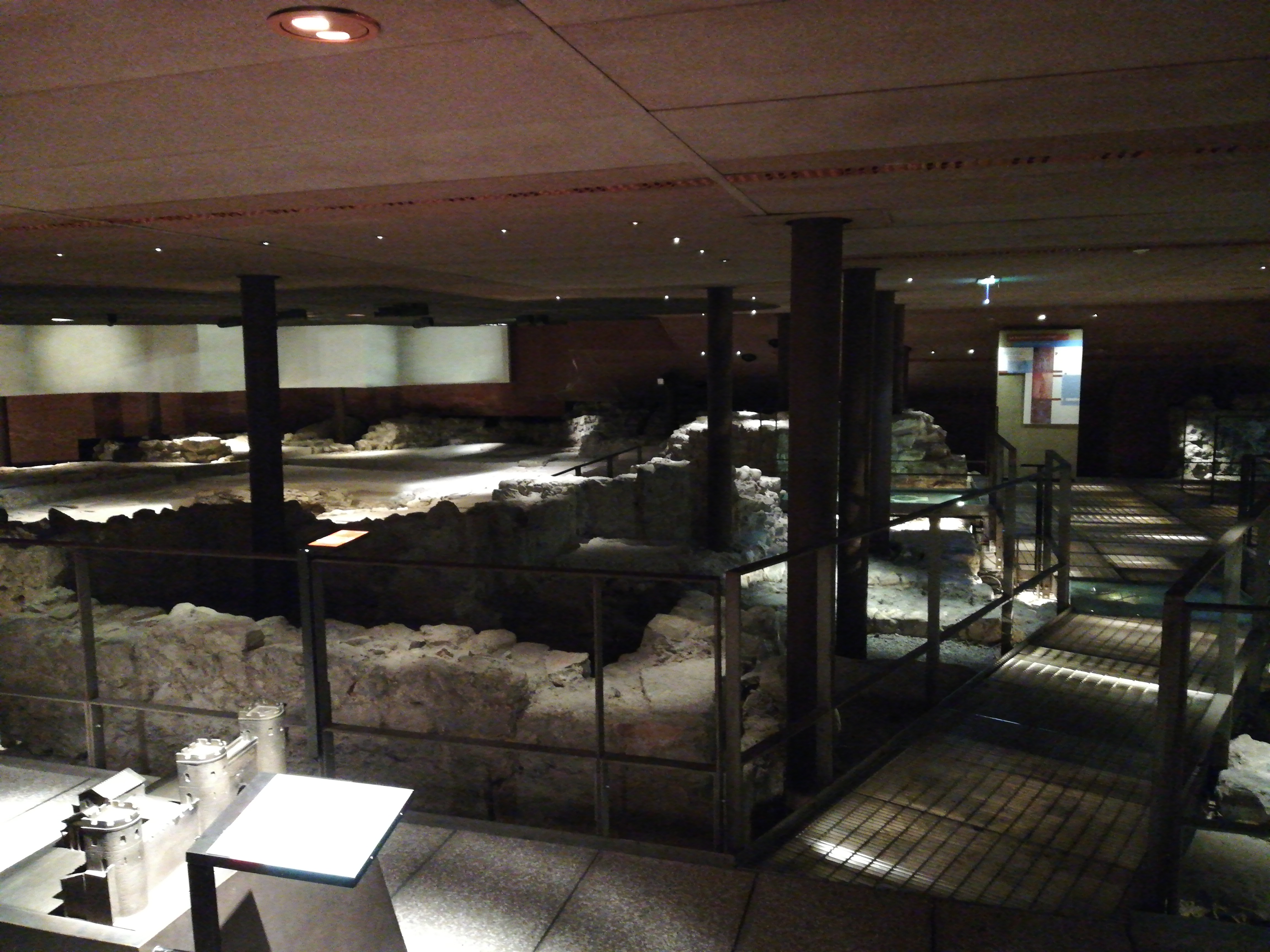
Salle du Baptistère du groupe cathédral de Grenoble, sous le Musée de l'Ancien Évêché.

Les façades extérieures du bâtiment actuel ont été restaurées telles qu'elles se présentaient au milieu du XIXe siècle. À l'intérieur, des éléments d'époques diverses ont été réhabilités à différentes époques : l'élégante façade aux baies géminées du XIIIe siècle sur les deux premiers étages, la chapelle 1830 au deuxième étage, l'escalier d'honneur, le plafond à caisson et à solives à sens alternés, datant des années 1676, d'une salle du premier étage voisine de l'escalier d'honneur.
Mais l'histoire du bâtiment remonte à la fin du IIIe siècle, puisque le « groupe épiscopal » dont il fait partie s'est construit d'abord le long, puis sur les remparts romains, à côté de l'une des deux portes d'entrée de la ville antique, la porte Viennoise dont le nom fait référence à sa principale destination, la cité de Vienne. La porte portait également le nom d'Herculea en référence à Maximien Hercule, l'un des deux empereurs sous le règne duquel se sont construits les remparts de la ville. Sa poterne est encore visible au sous-sol, à proximité du baptistère.

### Le baptistère duIVesiècle

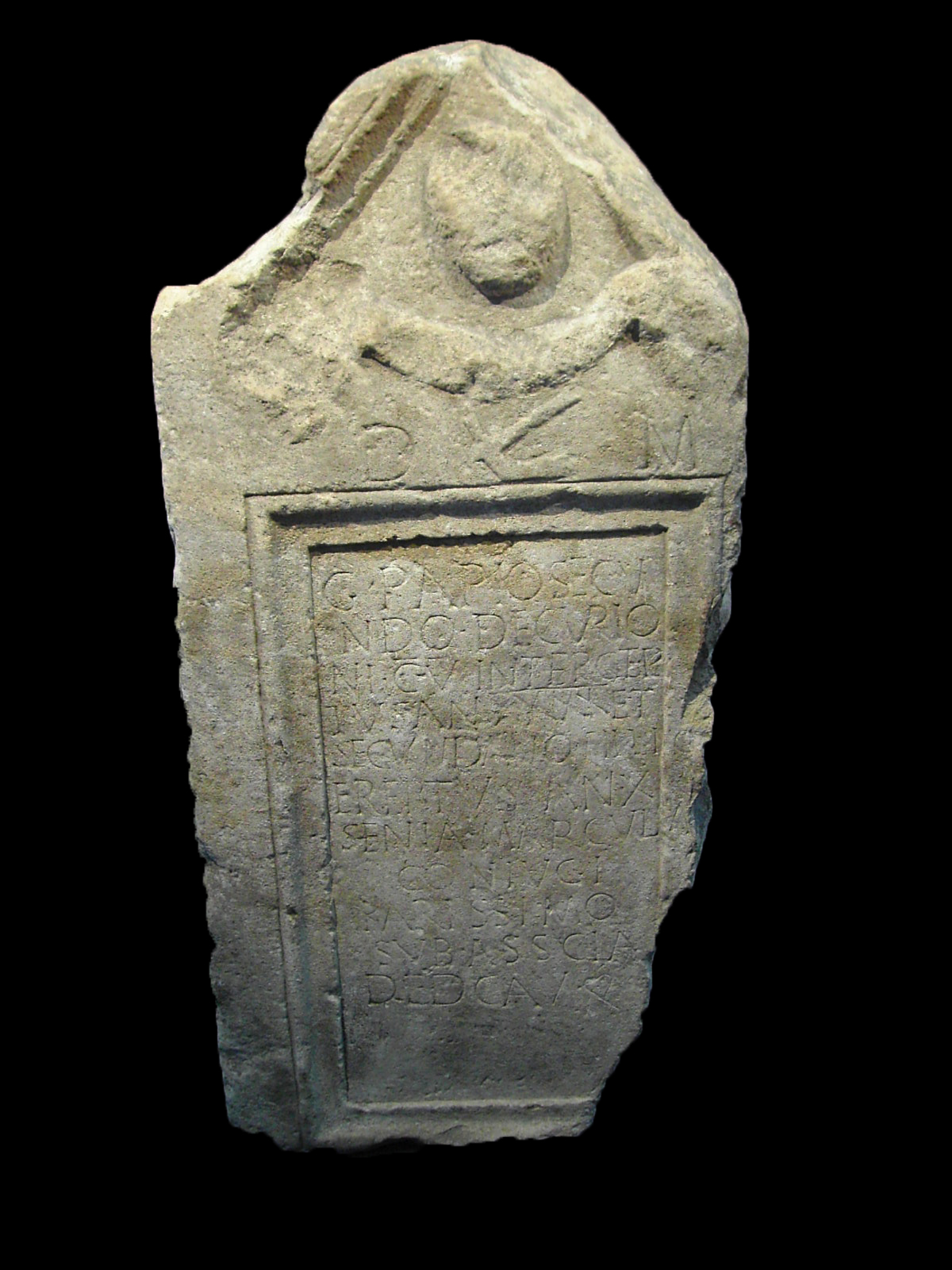
Cippe de Gaïus Papius Secundus.

Révélé au cours des fouilles de sauvetage liées à la construction de la ligne B du tramway en 1989, la découverte du site a constitué un évènement suffisamment important pour déplacer de quelques mètres le tracé du tramway et fouiller le sol entre 1991 et 1996. Aménagé en vue d'être présenté au public dans une crypte accessible par le musée, la conservation du baptistère a imposé la mise en place d'une imposante machinerie conçue pour maintenir un équilibre hygrométrique et une température constante, en même temps qu’un renouvellement régulier de l’air.
Quelques vestiges gallo-romains antérieurs à la construction des remparts ont été découverts, les plus anciens datés du IIe siècle av. J.-C. Rares et disséminés, mais témoins de plus de trois siècles d'occupation, ils apportent la preuve que l'antique Cularo se développait au moins en partie sur la rive gauche de l'Isère.
La base du mur d'enceinte du IIIe siècle et d'une tour, ainsi que la poterne de la porte Herculea (ou porte Viennoise) mise au jour au cours des fouilles sont aussi visibles dans la crypte archéologique: le parement du mur y est assez bien conservé sur une douzaine de mètres.
Les fouilles ont montré que très tôt, avant 335, la poterne a été annexée par un portique et des bâtiments qui empiètent sur le domaine public, ce qui semble indiquer qu'il s'agit de bâtiments à caractère civil ou militaire. Mais, entre la fin du IVe et le premier tiers du Ve siècle, la construction d'un baptistère, bâtiment essentiel dans l'Église primitive puisque seul l'évêque baptisait, durant la nuit de Pâque, ceux qui voulaient devenir chrétiens, est la preuve de l'existence d'une communauté chrétienne bien implantée et, en ce lieu, d'un groupe épiscopal. Le baptistère a été plusieurs fois remanié, en fonction de l'évolution du rituel: d'abord par immersion dans une cuve octogonale puis par aspersion dans un bassin réduit et muni d'une fontaine. Il est utilisé jusqu'au Xe ou au XIe siècle au plus tard, avant de disparaître des mémoires : les cartulaires de l'Église de Grenoble, constitués sous l'épiscopat de Saint Hugues (1080-1132) n'y font aucune allusion.

### Le palais de l'évêque
Il n'y a aucune donnée documentaire antérieure aux cartulaires du XIe siècle et rien ne subsiste en élévation des bâtiments antérieurs à l'époque romane. On ne sait donc pas où se situait la résidence des évêques (domus episcopalis) avant la construction de l'église St Hugues et de la cathédrale romane, mais probablement dans l'enceinte romaine.

#### Au Moyen Âge

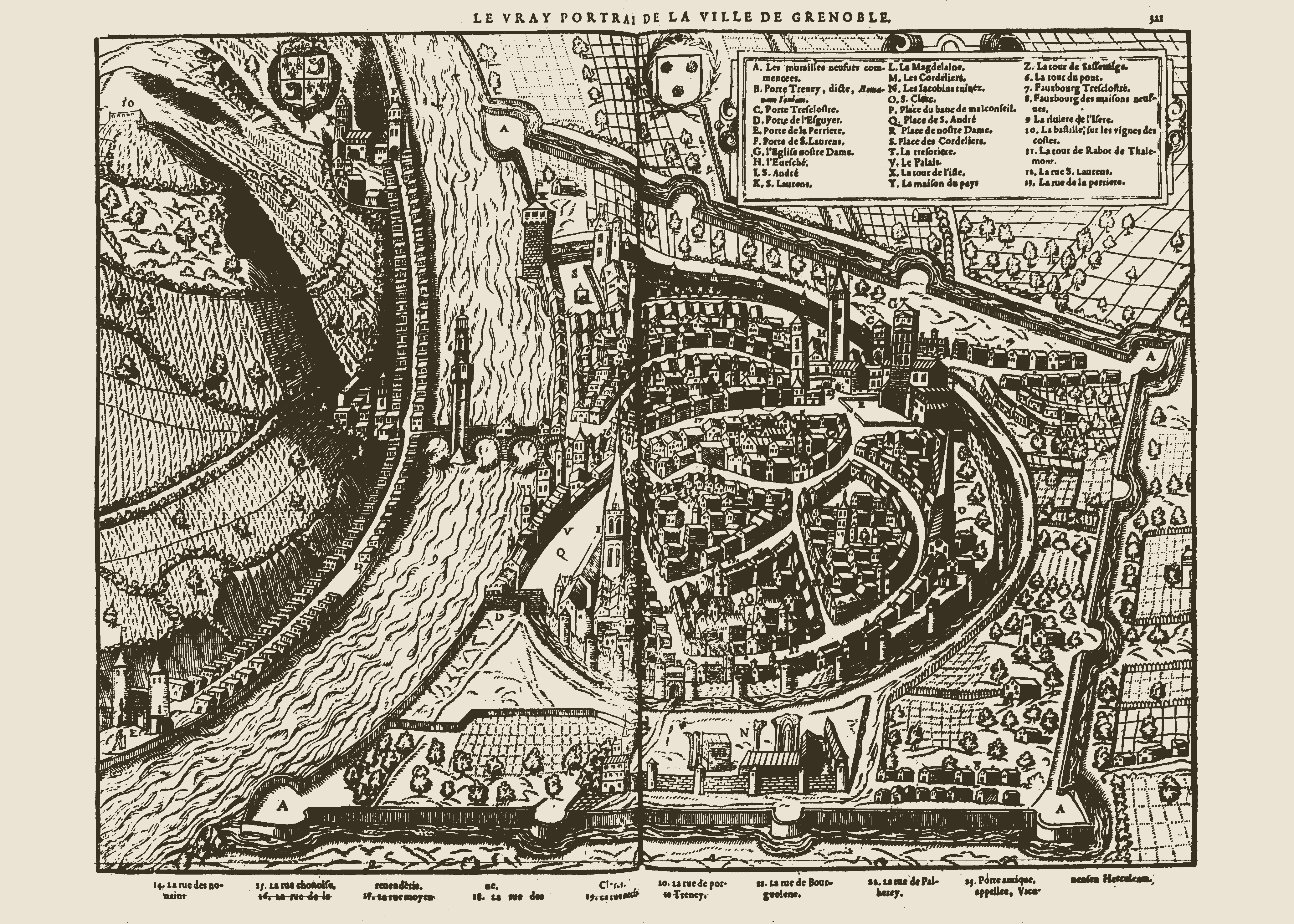
Sur ce « Vray Portraict » du XVIe siècle on voit le cimetière devant la cathédrale, et de D à G le clocher, la tour de l'Évêché, la porte Viennoise

Au XIIIe siècle en revanche, un premier bâtiment se construit « hors les murs », au nord de la muraille romaine et à cheval sur celle-ci, en même temps que l'église Saint-Hugues est restaurée et le clocher porche de la cathédrale bâti, en utilisant de la brique dans les trois cas ; puis un deuxième le prolonge, celui dont la façade restaurée sur deux niveaux, est visible dans l'actuel musée. Les agrandissements successifs sur la place, dont « le vray portraict de la ville de Grenoble » gravé par Pierre Prévost vers 1575 et une gravure du début du XVIIIe siècle conservée au cabinet des Estampes de la BNF donnent l'idée, ont tous disparu au début du XIXe siècle, au cours du réaménagement de la place sous le Consulat.
Les transformations et embellissements du palais des évêques à la fin du Moyen Âge ont laissé quelques vestiges dans l'aile nord : modification du niveau des étages, percement de nouvelles portes à encadrement mouluré, peintures murales. Les aménagements dus aux évêques de la famille Alleman (Siboud ou Laurent Ier) sont attestés par des armoiries sculptées dans une clé d'arc au-dessus d'une porte du rez-de-chaussée.

#### Sous l'Ancien Régime

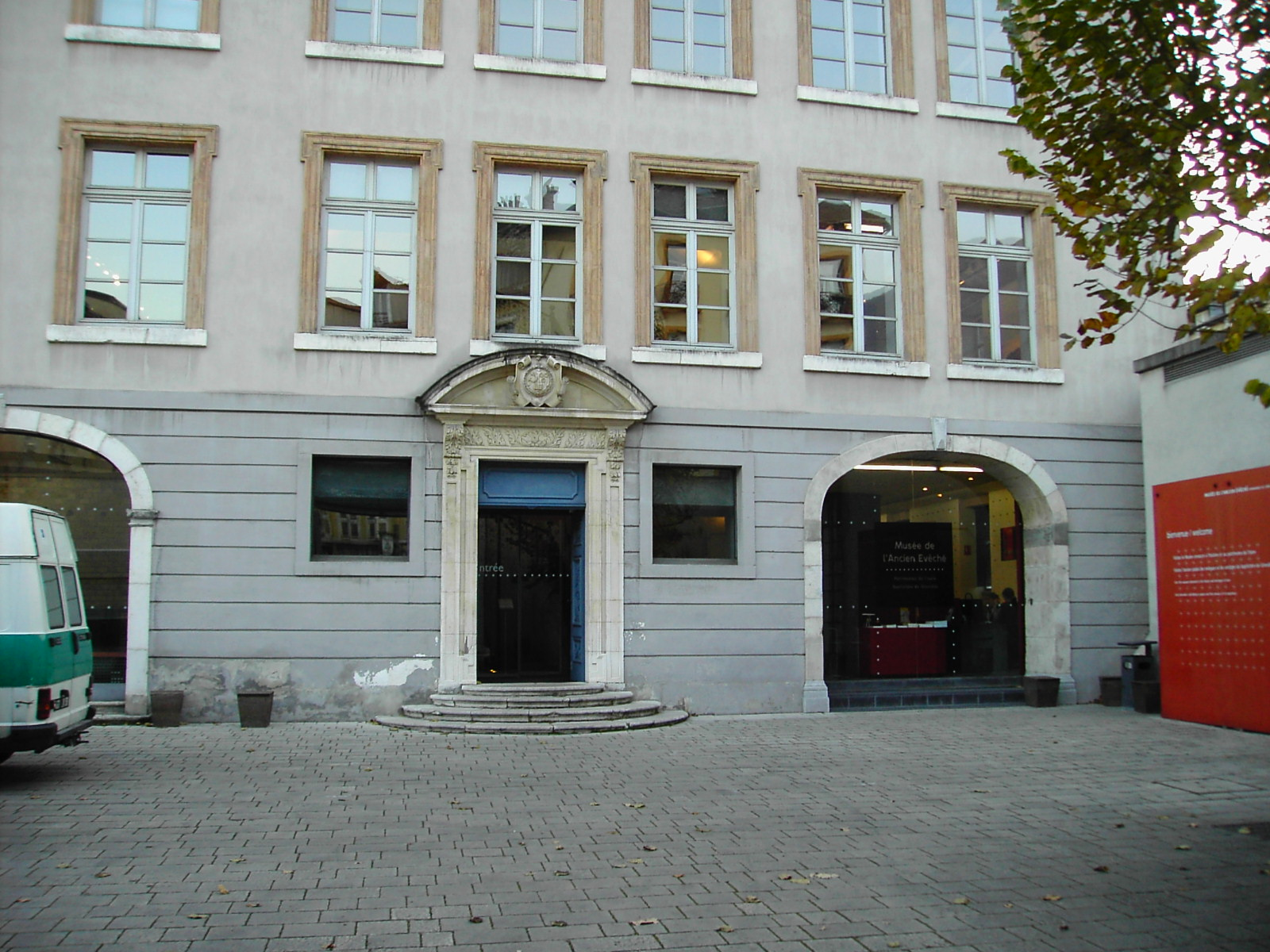
Les constructions de Mgr Le Camus

Il reste fort peu de choses des aménagements intérieurs que fit, au cours de son long épiscopat (1620-1667) l'évêque Pierre Scarron, sinon quelques traces de décors peints, mais c'est lui qui fit construire les écuries et la remise, reconstruite au XVIIIe siècle, et dont le grand arc en plein cintre a été vitré pour éclairer la façade aux baies géminées en retrait.
Dans la partie conservée (l'aile nord) les rénovations, remaniements et embellissements du cardinal Le Camus sont les plus visibles : le portail monumental d'ordre toscan, la cour d'honneur et sa nouvelle entrée ouvrant sur le grand escalier d'honneur à limon suspendu, et la partie de bâtiment à sa droite (au rez-de-chaussée duquel se trouve l'accueil du musée). Mais, à cause des maisons construites dans une partie de la cour, et dont les loyers lui étaient semble-t-il nécessaires il ne peut y établir les jardins qu'il avait prévus. C'est en 1772 que l'évêque Jean de Cairol de Madaillan peut enfin faire démolir ces maisons et créer les jardins. Réaménagés en 2014, ces jardins reliant la cour d'honneur du musée à la rue du Fer à Cheval, ont été ouverts au public en septembre et inaugurés le 6 décembre. Ils permettent de voir le chevet de la cathédrale, la chapelle de la Vierge et la sacristie de l'église Saint-Hugues.

#### Époque contemporaine
De 1800 à 1802, dans le palais épiscopal devenu bien national, Louis-Joseph Jay établit le premier musée de peinture de Grenoble, avant que le bâtiment ne soit rendu à sa fonction première, à la suite du Concordat de 1801. Joseph Fourier, nommé préfet de Grenoble en avril 1802, s'occupe de l'aménagement de la place et du groupe cathédral. Un bâtiment qui prolonge l'aile ouest de Mgr Le Camus est construit en 1804, masquant totalement l'église Saint-Hugues, percé d'une porte en voûte ogivale pour y accéder. L'évêque concordataire Claude Simon (1802-1825) se satisfait des bâtiments, mais son successeur, Mgr de Bruillard (1826-1853), ancien prêtre réfractaire, fait réaménager les appartements, construire en 1830 la chapelle avec le plafond à caissons et remplacer vers 1840 les galets de la cour par un dallage de lauzes de Fontaine.
En 1906, à la suite de la séparation des Églises et de l'État, Mgr Paul-Émile Henry (1899-1911) doit quitter le palais épiscopal, qui est affecté aux Instituts de géologie et de géographie alpines, créé par le géographe Raoul Blanchard. À part les anciennes écuries transformées en amphithéâtre et la disparition des pots à feu et de la croix du portail, le bâtiment ne subit que des transformations intérieures mineures. En 1961, le Laboratoire de glaciologie s'installe dans les locaux jusqu'à son déménagement en 1982 sur le campus de Saint-Martin-d'Hères.

### Vers le musée actuel

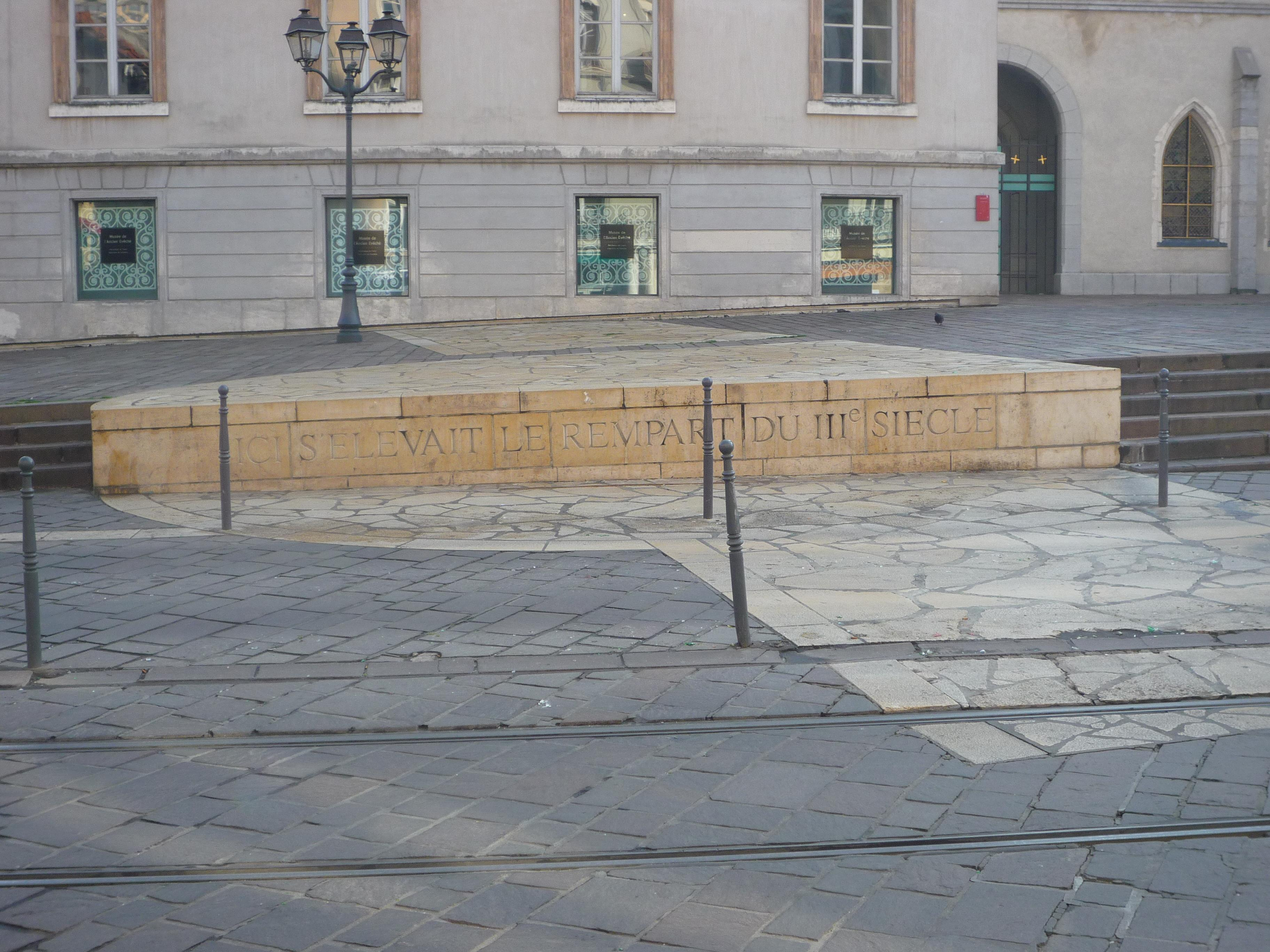
Sur la dalle qui couvre le site du baptistère est visualisé l'emplacement du mur romain

Après le déroulement des Jeux olympiques d'hiver de 1968, commence la réhabilitation du quartier Très-Cloître et l'aménagement d'un petit jardin public rue du Fer-à-cheval. Sous le mandat du député-maire Alain Carignon, le conseil général rachète l'ancien palais épiscopal pour que l'Association pour la création du musée des artistes dauphinois puisse y installer un musée consacré aux peintres de l'école dauphinoise. La municipalité envisage de profiter de la création d'une deuxième ligne de tramway pour revoir la voirie et ravaler les façades de la place Notre-Dame, ce qui rend nécessaire de statuer sur le devenir de la façade néo-romano-byzantine de 1883 en ciment moulé, qui a bien vieilli.
Les travaux dans l'évêché commencent en 1988, mais un incendie, en janvier 1989, ravage la partie des bâtiments construits entre 1804 et 1810. La découverte du baptistère paléochrétien quelques mois plus tard entraîne une nouvelle réflexion et la présentation de trois projets d'aménagement soumis à un « référendum » auprès de la population du centre-ville en janvier 1990. C'est le « projet Chancel » qui est choisi. La façade de l'église Saint-Hugues est restaurée dans son état originel et séparée de la place par une arcade dans le prolongement de la chapelle des évêques de la famille Alleman. À l'intérieur du palais, il a fallu choisir ce qui serait rénové, et les aménagements contemporains évitent toute confusion avec les parties anciennes. L'ascenseur est implanté à l'aplomb d'une tour de l'enceinte romaine dont il prolonge la forme dans les étages sous la forme d'un cylindre sombre, la fontaine a été replacée dans la cour, et le jardin végétalisé.

## Salles d'exposition

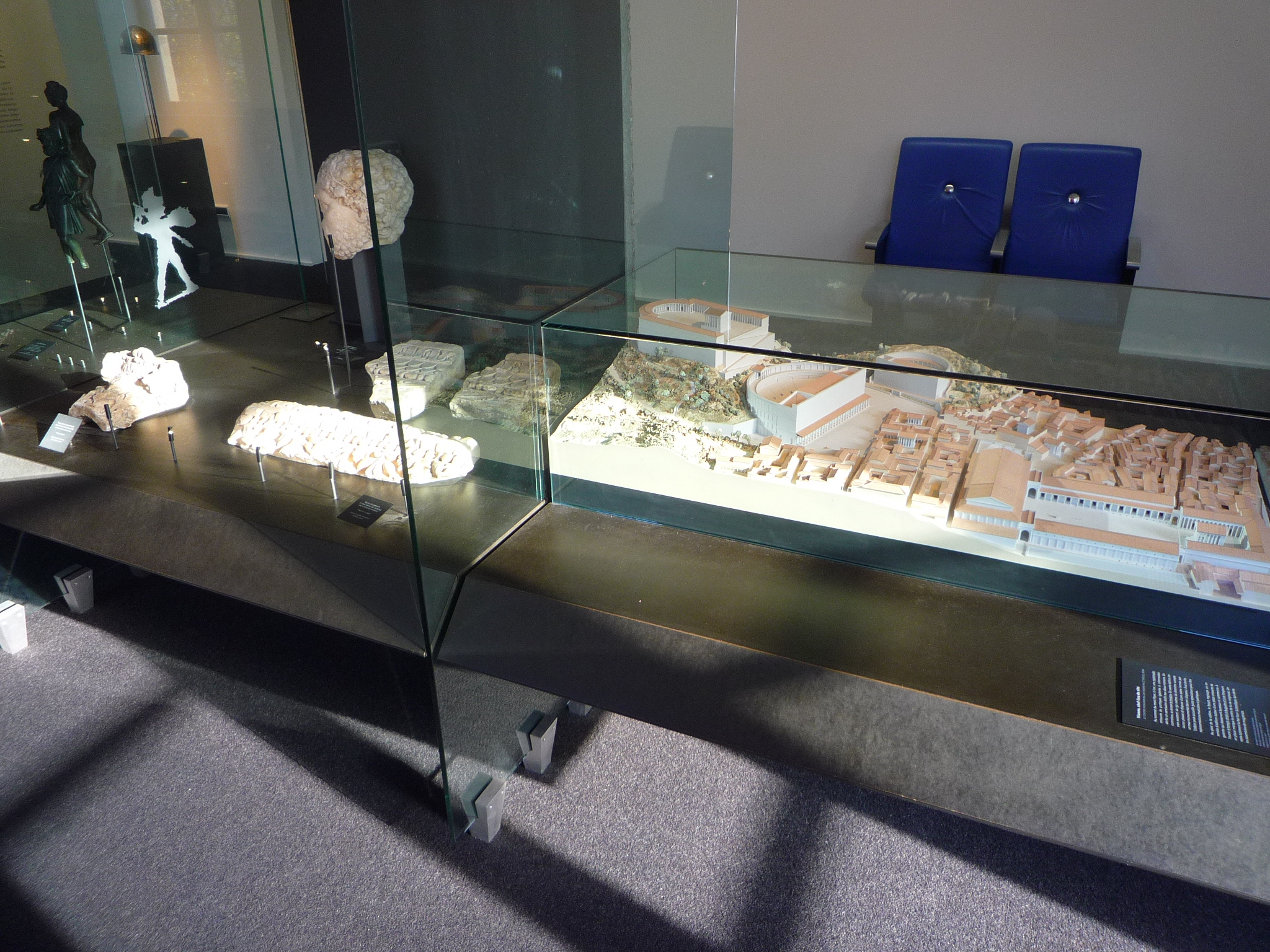
Salle gallo-romaine et sa maquette de la cité de Vienne.

L'exposition permanente l'Isère en histoire(s) présente des collections évoquant l'histoire humaine du territoire occupé aujourd'hui par le département de l'Isère, depuis la préhistoire jusqu'à nos jours. Elle se développe sur deux des trois niveaux supérieurs du musée. Les objets exposés proviennent principalement des réserves du musée dauphinois.
Le rez-de-chaussée est constitué par l'accueil du musée et sa librairie. La salle des évêques bien que située à ce niveau se visite plutôt en fin de parcours si l'on suit le cheminement prévu de la visite. Cette salle, aux arcades en brique du XIIIe siècle, présente plusieurs portraits d'évêques ayant occupé le palais ainsi que des maquettes architecturales restituant l'évolution du groupe épiscopal au cours du temps. Accolée à celle-ci, une petite salle expose des objets liturgiques provenant du trésor de la cathédrale dont le reliquaire de la Sainte Épine de Grenoble.
Accessible depuis le rez-de-chaussée, le niveau en sous-sol abrite le point fort du musée avec les vestiges du baptistère et du rempart du IIIe siècle. Il présente également des objets datant des premiers siècles de notre ère, telle une stèle funéraire portant la mention de Cularo, nom antique de Grenoble. Plusieurs maquettes reconstituant Cularo aident à la compréhension du positionnement de la cathédrale à l'intérieur des remparts et la représentation en détail de ces derniers.

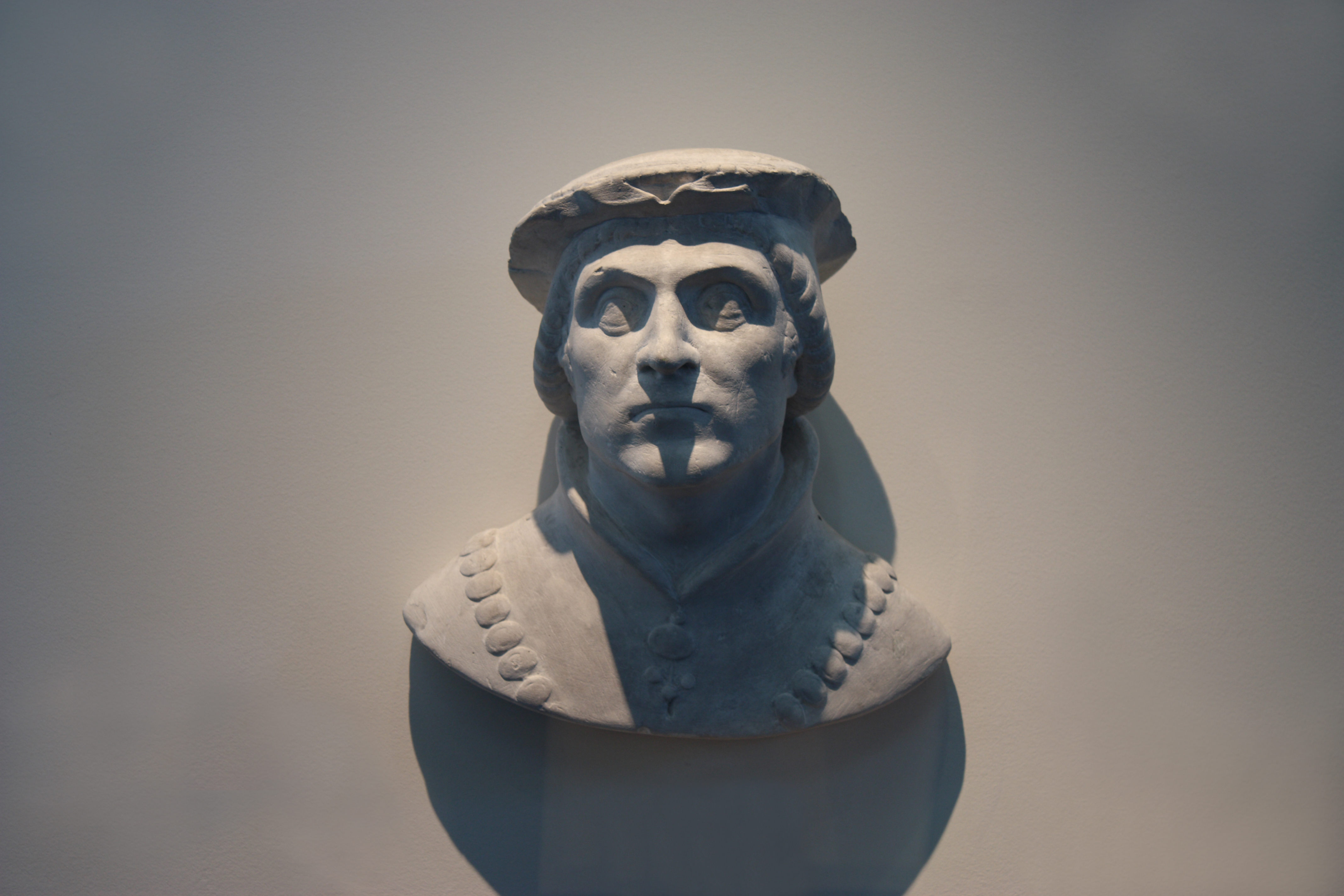
Buste du dauphin Humbert Ier.

Au premier étage, deux salles évoquent la préhistoire: la salle de l'âge de la pierre taillée (paléolithique) et celle de l'âge de la pierre polie (néolithique) avec en maquette la reconstitution du site de l'abri-sous-roche de la Grande Rivoire, situé à Sassenage. Vient ensuite la protohistoire avec l'âge de bronze et l'âge du fer pour arriver à l'Antiquité avec notamment des objets en bronze trouvés en Isère et remontant à 1500 ans av. J.-C. La salle suivante est celle de la période gallo-romaine, renfermant les traces de Cularo comme la stèle funéraire du IIe siècle dédiée au magistrat Gaius Papius Secundus et dotée d'un fronton triangulaire arborant une ascia ou encore une maquette de la ville antique de Vienne. La salle du XIXe siècle avec sa galerie de tableaux et celle du XXe se trouvent également à ce niveau, mais ne sont accessibles qu'en redescendant du deuxième étage, après avoir suivi le parcours chronologique de la visite.
Au deuxième étage, se trouve la salle du moyen-âge dans laquelle on trouve les sceaux des dauphins de Viennois, le casque de Vézeronce ou encore les deux panneaux du retable de la chapelle du château de Bon Repos exécuté à la fin du XVe siècle. Ils représentent Jacob tourné en direction de six de ses bons fils avec qui il énonce des prophéties sur la venue du Christ. Le dernier fils à sa droite, Dan, prédit l'avènement de l'Antéchrist.
Les salles suivantes sont celles de la période moderne et du siècle des Lumières. L'ancienne chapelle, visitable, est utilisée lors d'expositions temporaires. C'est à ce deuxième niveau qu'une passerelle ouverte sur l'extérieur permet aux visiteurs d'observer la place Notre-Dame, le clocher de la cathédrale, ainsi que la façade de l'église Saint-Hugues.
Le troisième niveau comprend les bureaux administratifs et une salle consacrée aux expositions temporaires venant compléter celle du deuxième niveau ainsi que d'une mezzanine faisant office de niveau 2 bis. Tous les étages étant desservi par un ascenseur.

## Fréquentation et expositions temporaires
Depuis son ouverture en 1998, la fréquentation du musée reste globalement en hausse, et l'année 2008 marque le franchissement de la barre des 50 000 visiteurs. Pour maintenir ce dynamisme, une ou deux expositions temporaires se déroulent chaque année au dernier étage du bâtiment. Le 6 juillet 2012, une nouvelle scénographie des expositions permanentes a été mise en service, mais la dernière tranche de ce remodelage a été achevée fin juin 2015,. L'année 2013 marque le record de fréquentation du musée avec 99 095 visiteurs venus voir l'exposition consacrée à Robert Doisneau. En 2017, le musée organise pour la première fois une exposition hors les murs de 54 dessins de la vie quotidienne urbaine réalisés par des dessinateurs de rue professionnels et exposés sur la façade extérieure du mur d'enceinte du musée.
Du 21 juin au 28 octobre 2018, le musée organise une exposition autour d'une bague censée avoir appartenu au dauphin Guigues VIII de Viennois. Cette bague a été achetée chez un antiquaire parisien par un collectionneur britannique mais aucun document d'archives n'a été retrouvé, les historiens n'ont pas voulu garantir son authenticité. Son authenticité est cependant contestée par des experts, arguant qu'il s'agirait d'un faux réalisé au début du XXIe siècle. Autour de cette exposition, une animation festive comportant des démonstrations de combats armés chorégraphiés ou des ateliers de danse médiévale se tient entre le 28 juillet et le 21 octobre.
- Chartreuses. Dans le silence et la solitude du 17 décembre 2022 au 3 septembre 2023[26]
- Histoires de savoirs, 2021
- Éric Alibert, Calligraphies alpines du 10 juillet au 15 novembre 2020[27]
- Vivian Maier, photographe de rue américaine du 9 novembre au 15 mars 2020[28]
- Jean-Marc Rochette. Artiste au sommet du 8 mai au 22 septembre 2019
- L'art ukiyo-e. Montagne et paysage dans l'estampe japonaise, du 8 décembre 2018 au 31 mars 2019
- La mystérieuse bague du dauphin Guigues VIII. Un joyau médiéval, du 21 juin 2018 au 28 octobre 2018
- Les Alpes de Jean de Beins: Des cartes aux paysages (1604-1634), du 21 octobre 2017 au 28 février 2018
- Pic & bulle, la montagne dans la bande dessinée, du 19 novembre 2016 au 30 avril 2017
- Le spectacle des rues & des chemins, Joseph Apprin photographies 1890-1908, du 28 novembre 2015 au 29 mai 2016
- Diodore Rahoult. Paroles de Palette du 15 novembre 2013 au 18 mai 2014
- Les Alpes de Doisneau de novembre 2012 à septembre 2013.
- Roches de mémoire. Photographies d'Emmanuel Breteau. 5000 ans d’art rupestre dans les Alpes. Du 22 avril au 9 janvier 2012[29]
- He Yifu. Le voyage d'un peintre chinois dans les Alpes. Du 6 novembre 2010 au 28 février 2011[30]

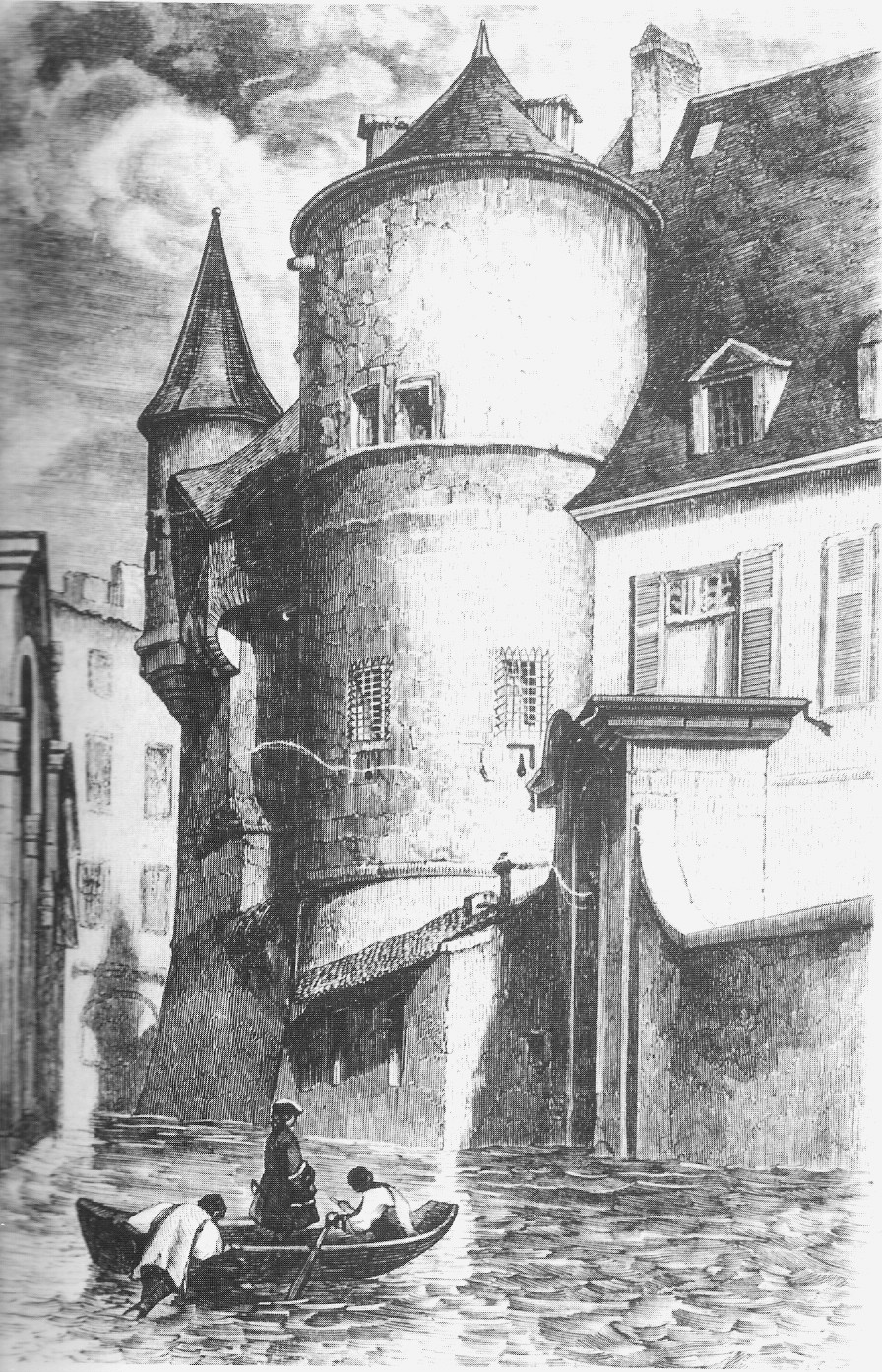
Dessin issu du Grenoblo Malhérou, de Diodore Rahoult.

- Pays de Bourgoin-Jallieu. Inventaire du patrimoine. Regards contemporains. Du 30 avril au 12 septembre 2010
- Couleur Sépia, l'Isère et ses premiers photographes. 1840-1880, 23 octobre 2009 au 22 mars 2010
- La vie autrement. Désir de métier de jeunes handicapés, du 16 mai 2009 au 21 septembre 2009
- Jules Flandrin. Examen sensible. Œuvres de 1889 à 1914, novembre 2008 à avril 2009
- Grenoble. Visions d'une ville. Peinture, dessins, estampes, novembre 2007 - avril 2008
- Henriette Gröll (1906-1996), œuvres de maturité, novembre 2006 - mai 2007
- Une année à Roissard, photographies de Emmanuel Bretea, juin 2006 - septembre 2006
- Alexandre Debelle. Itinéraire d'un paysagiste, œuvres inédites, février 2006 - mai 2006
- François Guiguet, extraits de la collection du musée de Corbelin, Isère, octobre 2005 - janvier 2006
- Carcasses, juin - septembre 2005
- Le patrimoine de l'Isère en BD, novembre 2004 – mai 2005
- Peintre(s) à Proveysieux, octobre 2003 – mai 2004
- Chroniques pontoises, juin – septembre 2003
- Chartreuses d'Europe, octobre 2002 – mai 2003[31]
- Faciès inventaire. Chronique du foyer de la rue Très-Cloîtres à Grenoble, juin 2002 – septembre 2002
- Abbé Calès, un homme, un peintre, septembre 2001 – avril 2002
- Triptyque de la Tour du Pin, avril 2000 – juillet 2001

## Activités du musée
Le musée participe à la nuit européenne des musées. Des visites guidées du baptistère sont organisées chaque mois.

## Conservateur du musée
De son ouverture en 1998 jusqu'en 2020, le musée de l'Ancien Évêché a été dirigé par Isabelle Lazier.

## Accès
Le musée est desservi par la ligne B du tramway (station Notre-Dame-Musée), ainsi que par les lignes de bus 16 et 62. Depuis 2004, l'entrée au musée de l'Ancien Évêché est gratuite, à l'instar des autres musées gérés par le département de l'Isère.